# Butomopsis latifolia
Butomopsis latifolia är en svaltingväxtart som först beskrevs av David Don, och fick sitt nu gällande namn av Carl Sigismund Kunth. Butomopsis latifolia ingår i släktet Butomopsis och familjen svaltingväxter. Inga underarter finns listade.